# The Neanderthal Man
The Neanderthal Man è un film statunitense del 1953, diretto da Ewald André Dupont.

## Trama
Il professor Groves, antropologo, sente rumori, una notte, provenire dal laboratorio annesso alla propria abitazione sulle montagne della California: vi entra, e vede il vetro della finestra rotto. Sua figlia, l’ormai adulta Jan, accorre, ma viene malamente rimandata a letto dal padre.
Il giorno dopo un uomo racconta agli avventori abituali di Webbs’, la locanda del paese, di essersi imbattuto poco prima, nella foresta limitrofa, in un animale simile ad una tigre gigantesca dotata di zanne. Non viene creduto, ma il guardiacaccia Oakes, al suo ritorno in auto dalla locanda verso casa, incontra un animale che corrisponde alla descrizione.
Incalzato anche dai cacciatori del posto, che ultimamente lamentano l’uccisione di diversi cervi, il che diminuisce la selvaggina disponibile, Oakes prende il calco delle impronte del grosso animale, e le porta a Los Angeles, allo zoologo Ross Harkness. Quest’ultimo identifica il calco come appartenente ad una tigre dai denti a sciabola, animale estinto da un milione di anni.
Harkness si reca nella località montana per indagare, e, in cerca del guardiacaccia, finisce a casa dei Groves contemporaneamente a Ruth, la fidanzata del professore. Entrambi vengono invitati da Jan a fermarsi per la notte, mentre il professore stesso fa ritorno a tarda notte da un congresso di antropologi a Los Angeles, dove ha esposto con arroganza una propria teoria sull’evoluzione umana che viene derisa dai suoi colleghi. Egli entra nel labortorio e si accinge a praticare un’iniezione ad un gatto.
La mattina dopo Harkness ed il guardiacaccia si addentrano nella foresta, avvistano la tigre dai denti a sciabola, e la abbattono, ma avanzano l’ipotesi che, poiché la specie è inaspettatamente sopravvissuta per un milione d’anni, dovrebbero essercene altri esemplari in circolazione. Intanto il professore litiga con la fidanzata, per cui Ruth lascia la casa dei Groves e prende alloggio alla locanda Webbs’.
Il professore allora, sempre offeso per il trattamento subito da parte dei colleghi antropologi al congresso, nel tentativo di fornire prove inoppugnabili della propria teoria, si pratica un’iniezione, a seguito della quale assume le sembianze di un uomo di Neanderthal, ed esce di casa.
Più avanti si diffonde la notizia di un brutale omicidio perpetrato nella foresta, mentre Groves, di ritorno a casa, riprende le proprie sembianze abituali ed annota con apprensione nei propri diari il risultato dell’esperimento. Poi si trasforma di nuovo, questa volta senza volerlo, in un uomo di Neanderthal, ed esce di casa.
Harkness, notando l’assenza del professore, si introduce nel suo laboratorio e scopre l’evidenza fotografica degli esperimenti di Grove, tentati, in precedenza, oltre che con i gatti, trasformati temporaneamente in tigri dai denti a sciabola, anche con la collaboratrice domestica Celia, anch’essa trasformata in umanoide primitiva. Celia, interrogata da Harkness e da Jan, dice di non ricordare nulla.
I sospetti si stringono, dopo un ulteriore omicidio, su Groves: questi, sotto l’aspetto di uomo di Neanderthal, inseguito dalla figlia Jan e da Harkness, che vorrebbero catturarlo prima che lo sceriffo e la polizia statale lo abbattano, si rifugia in una grotta dopo aver rapito Ruth.
Ruth si libera, mentre il professor Groves/uomo di Neanderthal prende la fuga, ma viene attaccato da una tigre dai denti a sciabola, che lo uccide.